# ماجد عثمان (لاعب كرة قدم)
ماجد عثمان هو لاعب كرة قدم لبناني وبريطاني في مركز الوسط، ولد في 9 يونيو 1994 في لندن في المملكة المتحدة. لعب مع نادي راشل أوليمبيك.

## وصلات خارجية
- ماجد عثمان على موقع قاعدة بيانات كرة القدم.إي يو (الإنجليزية)
- ماجد عثمان على موقع ناشيونال فوتبول تيمز (الإنجليزية)
- ماجد عثمان على موقع Soccerway.com (الإنجليزية)
- ماجد عثمان على موقع كووورة